# NGC 241
NGC 241 je otvoreni skup u zviježđu Tukanu.

## Vanjske poveznice
- SEDS: NGC 0241